# Gabriel Höfner senior

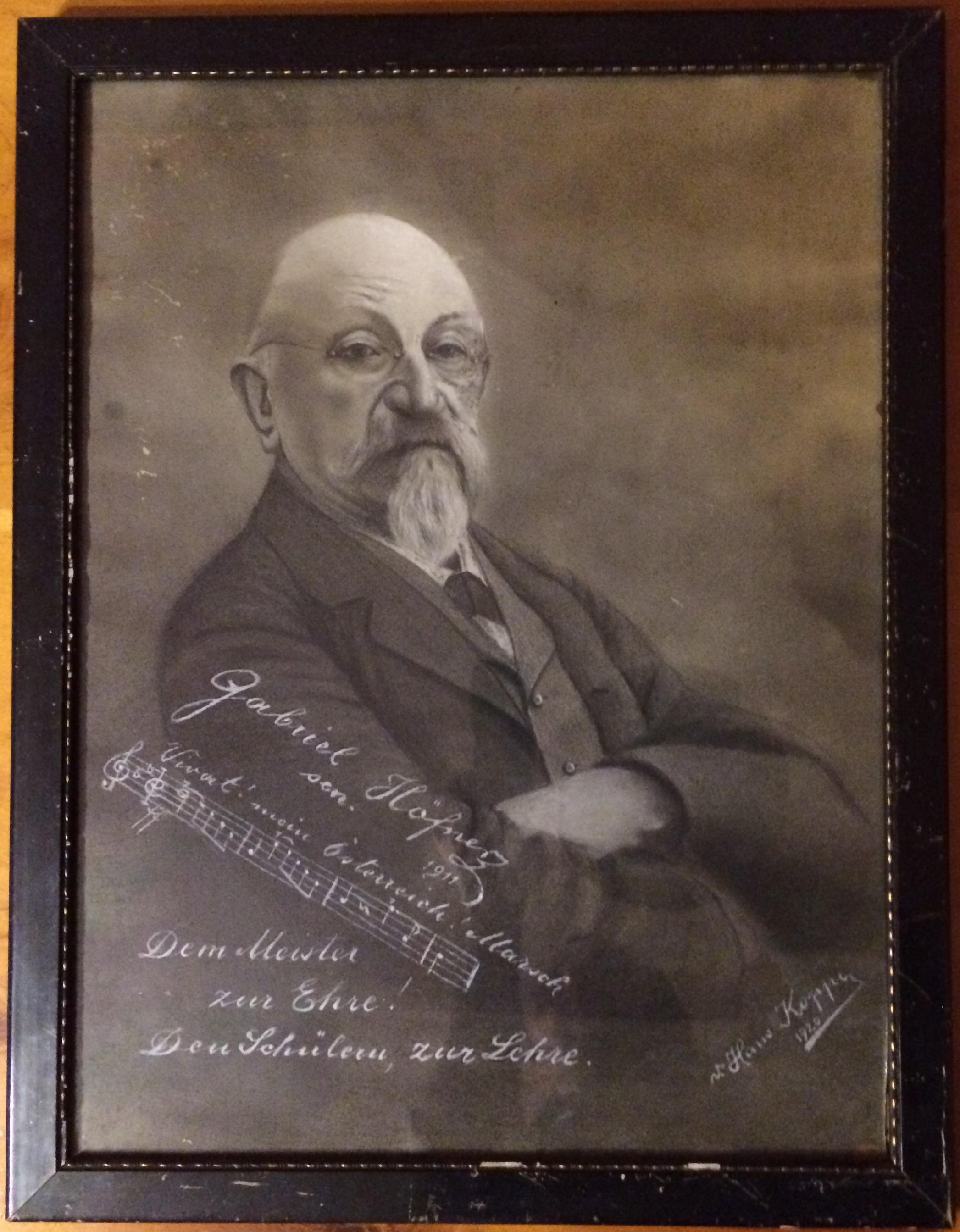
Gabriel Hoefner

Gabriel Höfner sen. (* 16. Mai 1842 in Türnitz, Niederösterreich; † 4. März 1921 in Wolfsberg, Kärnten) war ein österreichischer Entomologe, Musiker und Komponist.

## Leben
Gabriel Höfner wurde als Sohn des Glasmachermeisters Vinzenz Höfner in Türnitz in Niederösterreich am 16. Mai 1842 geboren. Der hochbegabte, schon mit fünf Jahren des Lesens vollkommen kundige Knabe kam mit dem 12. Lebensjahr zu einem Uhrmacher nach Stein an der Donau in die Lehre. Nach den Lehrjahren in Stein a. d. Donau und Neulengbach kam er als Gehilfe 1860 nach Klagenfurt und 1861 nach Wolfsberg. Hier machte er sich als Uhrmacher selbständig und fand auch Anschluss an die Musikkapelle des damals in Wolfsberg in Garnison liegenden 12. Infanterie-Regimentes und damit ein willkommenes Betätigungsfeld für seine hohen musikalischen Fähigkeiten.
1865 stelle er eine Kapelle zusammen, für die er, der niemals regulären Musikunterricht genossen hatte, verschiedene Kompositionen, wie Tanzstücke, Männerchöre und Militärmärsche, schrieb. Für verschiedene von ihm mitbegründete musikalische Zirkel, wie z. B. ein Blasquintett und ein Streichsextett, schuf er neben Instrumentierungen auch eigene Kompositionen.
1891 wurde er Musiklehrer an der neugegründeten Wolfsberger Musikschule. Seine Freizeit widmete er der Schmetterlingskunde, wo er, auch hier Autodidakt, ebenfalls beachtliche Leistungen erzielte. Besonders gründlich erforschte er das Lavanttal die Koralpe und Saualpe, für welche Gebiete er über 1600 Arten nachwies, darunter einige neue, von ihm selbst beschriebene. Seine Arbeiten bilden eine der Grundlagen für die Lepidopterologie Kärntens. Durch die Raupenzucht kam er zur Botanik und erwarb sich auch hier eingehende Kenntnisse.

## Leistungen
Gabriel Höfner verfasste die erste Schmetterlingsfauna Kärntens. Beginnend mit 1910 erschienen die Schmetterlinge Kärntens im Jahrbuch des Naturhistorischen Landesmuseums und in der Carinthia II, der letzte Teil posthum 1922. An Lepidopteren hat er folgende Taxa beschrieben: Micropterix aureoviredella (Höfner, 1898); Montanima karavankensis (Höfner, 1888); Elachista albicapilla (Höfner, 1918); Elachista argentifasciella (Höfner, 1898).
Gabriel Höfner entdeckte im Pressinggraben mit der „Waldsteinia vernata“ eine neue Steinbrechart. Ein Kleinschmetterling, den er auf dem Zirbitzkogel entdeckte, trägt seinen Namen „Gnophua operaria Hoefneri“.
Er war Leiter der Musikschule Wolfsberg, hat mehrere Instrumente gespielt und auch komponiert.

## Werke

### Kompositionen
Die Liste ist nicht vollständig, da nicht mehr alle Notenblätter vorhanden sind. Angaben über Datum und Opus wurde den Originalnotenblättern entnommen, teilweise fehlen diese Angaben am Original.
- Terzett Polka, 1861
- Schwung Polka, 1863
- Abendgedanken Walzer, 1864

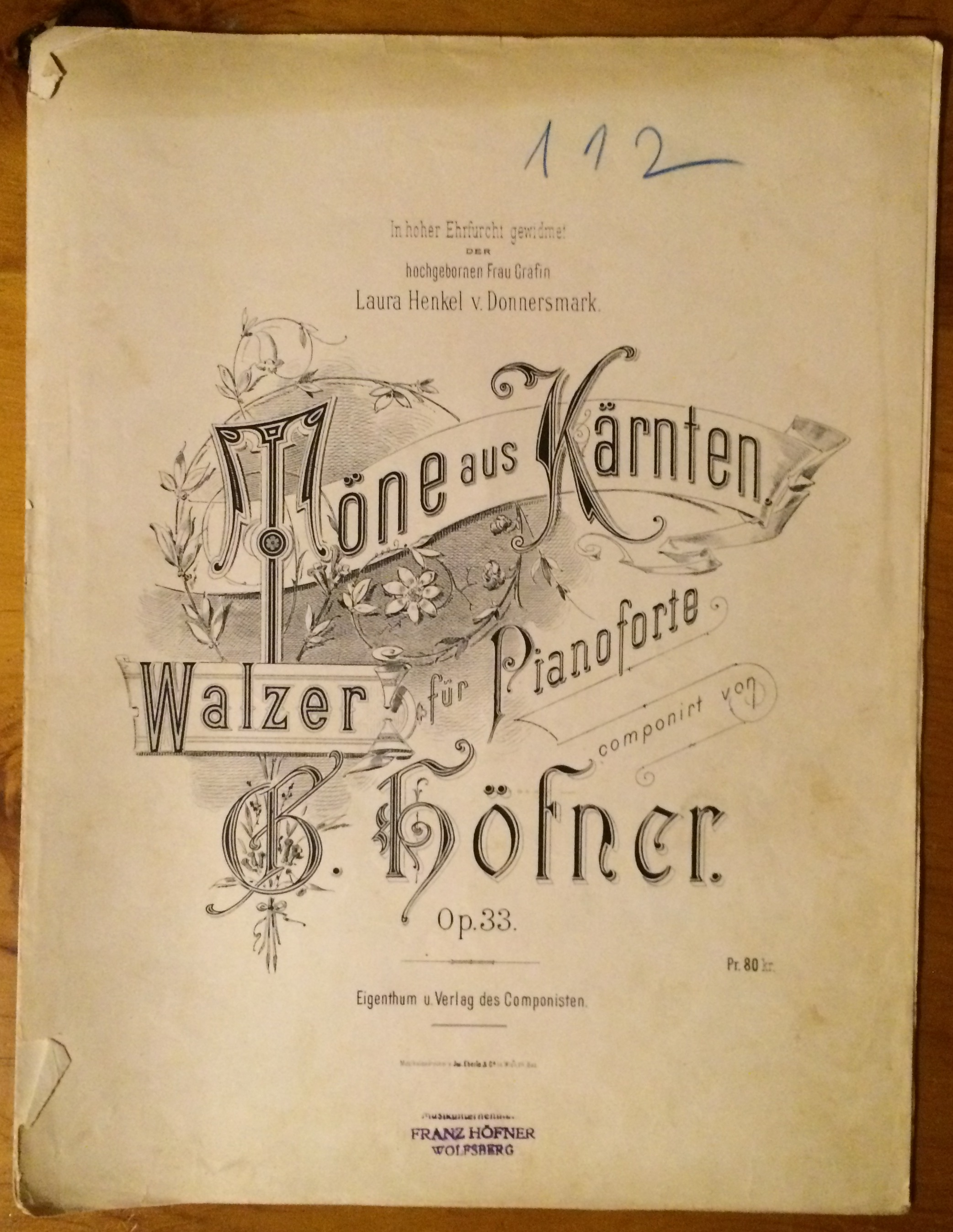
Gabriel Hoefner – Toene aus Kaernten

- Wolfsberger Tanzweisen, komponiert im Oktober 1869, für Orchester gesetzt im April 1905
- Lisl, Polka francaise, 1874
- Eis-Sport Quadrille, Jänner 1886
- Horn Quintett, Op. 26
- Töne aus Kärnten, Walzer für Pianoforte, Op. 33
- Hab mich lieb, Polka francaise, Oktober 1877, Op. 34
- Vivat mein Österreich!, Marsch, Op. 39
- Für die Feuerwehr, Polka francaise für Pianoforte, Op. 42
- An der grünen Lavant, Walzer, Op. 44
- Zum Kränzchen, Polka francaise, Oktober 1904, Op. 50
- Deutsche Alpengrüsse, Walzer, Op. 52

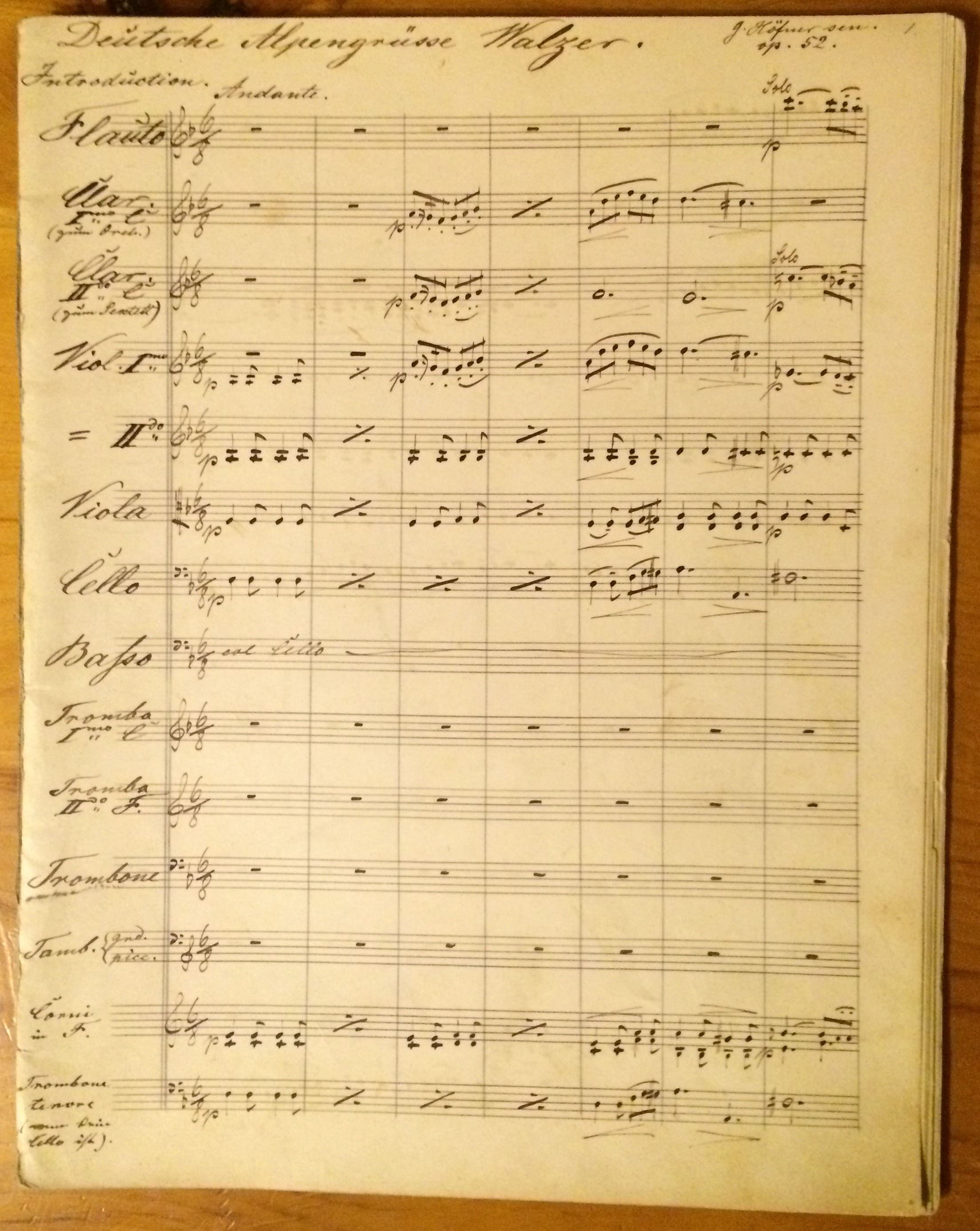
Gabriel Hoefner – Deutsche Alpengruesse

- Nur fröhlich, Polka francaise, Op. 54
- Lumpen Polka, Datum/Opus unbekannt
- Der Begleiter zur Ruhe, Trauermarsch, Datum/Opus unbekannt

### Publikationen
- Die Schmetterlinge des Lavantthales und der beiden Alpen „Kor- und Saualpe“ (Papilio – Eupithecia). Jahrb. d. naturh. Landesmuseums von Kärnten, Heft XII, 1876, p. 1.
- Die Schmetterlinge des Lavantthales etc. (Mikrolepidopteren und Nachtrag zur Makrolepidopterenfauna) ibidem Heft XIII, 1878, p. 113. (Neubeschreibung von Erebia arete ab. albofasciata.)
- Die Schmetterlinge des Lavantthales (I.Nachtrag.) ibidem Heft XIV, 1880, p. 259.
- Die Schmetterlinge des Lavantthales (II. Nachtrag.) ibidem Heft XV, 1882, p. 193.
- Beobachtungen über Vorkommen und Lebensweise verschiedener besonders Gebirge und Alpen bewohnender Schmetterlingsarten. Wiener entomol. Zeitung, II. Jahrgang, 1883, p. 189, 221, 245, 277.
- Die Schmetterlinge des Lavantthales (III. Nachtrag.) Jahrbuch etc., Heft XVI, 1884, p. 162.
- Die Schmetterlinge des Lavantthales (IV. Nachtrag.) Jahrbuch etc., Heft XVII, 1885, p. 217.
- Die Schmetterlinge des Lavantthales (V. Nachtrag.) Jahrbuch etc., Heft XVIII, 1886.
- Berichtigungen und Ergänzungen zum Lepidopterenkatalog von Dr. Staudinger und Dr. Wocke. Societ. entom. I. Jhrg., 1886. p. 41, 50–51, 59–60, 69, 75–76, 82–83, 93, 106, 114, 131–132, 169–170; II. Jhrg., 1887, p. 12–13, 20–21, 44, 51–52, 65, 75–76, 91–92, 101, 106.
- Drei neubenannte Schmetterlingsabänderungen. Soc. entom., II. Jahrgang, 1887, p. 121. (Erebia eriphyle ab. impunctata, Epineuronia cespitis ab. ferruginea, Agrotis forcipula-v. nigrèscens.)
- Beitrag zur Naturgeschichte von Gnophos ambiguata Dup. Soc. entom. II. Jahrgang, 1887, p. 131–132.
- Eigentümlichkeiten des Falters und Beschreibung der jungen Raupe von Erebia arete F. Soc. entom. III. Jahrgang, 1888, p. 10–11.
- Die Schmetterlinge des Lavantthales (VI. Nachtrag.) Jahrbuch etc., Heft XIX (Jahrgang XXXVI), 1888, p. 113.
- Die Schmetterlinge des Lavantthales (VII. Nachtrag.) Jahrbuch etc., Heft XX (Jahrgang XXXVII), 1889, p. 156.
- Die Schmetterlinge des Lavantthales (V1II. Nachtrag.) Jahrbuch etc., Heft XXI (Jahrgang XXXVIII), 1890, p. 269. (Neubeschrieben: Cabera exanthcmqta ab. bistrigata, Incurvaria trimaculella ab. quadrimaculella.)
- Die Schmetterlinge des Lavantthales (IX. Nachtrag.) Jahrbuch etc., Heft XXIII (Jhrg. XLI und XL11), 1895, p. 68.
- Beitrag zur Schmetterlingsfauna der Petzen. Jahrbuch etc., Heft XXIII, 1895, p. 74.
- Hiptelia lorezi Stgr. und die Artverschiedenheit von Cidaria soldarid Turati und candidata S. V. Soc. entom. IX. Jhrg., 1895, p. 177.
- Die Schmetterlinge des Lavantthales (X. Nachtrag.) Jahrbuch etc., Heft XXIV (Jahrgang XLIII und XLIV), 1897, p. t65. [Neubeschrieben: Abraxas marginata ab. mediofasrciata (p. 168) und Syrichthus serratulae ab. tarasoides (p. 166)].
- I. Nachtrag zur Schmetterlingsfauna der Petzen. Jahrb. etc., Heft XXIV, 1897, p. 171. [Neubeschrieben: Mamestra chrysozona var. turbida (p. 174)].
- Drei neue Schmetterlingsarten. Soc. entom. XIII. Jahrgang, 1899, Nr. 9 p. 65–66, Nr. 10 p. 73–74. (Rebelia karawankensis, Elachista argentifasciella, Micropteryx aureoviridelta.)
- Die Schmetterlinge des Lavantthales (XI. Nachtrag.) Jahrbuch etc., Heft XXVI Jahrgang XLVII, 1900, p. 247.
- Die Schmetterlinge des Lavantthales (XU. Nachtrag.) Carinthia, Mitteil. des naturhistor. Landesmus, für Kärnten, 93. Jahrgang, 1903, p. 177.
- Die Schmetterlinge Kärntens. Jahrbuch des naturh. Landesmuseums von Kärnten, Jahrgang XLVIII, 1905, p. 179–416.
- Die Schmetterlinge Kärntens (II. Teil) ibidem, Jahrgang XLIX, 1909, p. 1–120.
- I. Nachtrag zur Schmetterlingsfauna Kärntens. Carinthia, II. Jahrgang 101,. 1911, Nr. 1 und 2, p. 18–46.
- U. Nachtrag zur Schmetterlingsfauna Kärntens (von 1910 an). Carinthia, II. Jahrgang 105, 1915.[4]